# Gouverneurswahlen in Japan 2025
2025 finden in Japan zuzüglich eventueller weiterer vorgezogener Neuwahlen mindestens zehn Gouverneurswahlen statt: turnusmäßig in den Präfekturen (-ken) Gifu, Yamagata, Chiba, Fukuoka, Akita, Mie, Ibaraki (Amtszeitende 25. September), Miyagi (Amtszeitende 20. November) und Hiroshima (Amtszeitende 28. November) sowie vorzeitig nach dem Tod von Gouverneur Shūhei Kishimoto in Wakayama.

## 26. Januar
Für den 26. Januar waren die Gouverneurswahlen in Yamagata und Gifu angesetzt. Der gesetzliche Wahlbeginn erfolgte damit am 9. Januar.

### Yamagata
Die Wiederwahl von Gouverneurin Mieko Yoshimura (73) wurde aus Parteien über das gesamte Spektrum unterstützt (LDP, DVP, KDP, KPJ); einziger Herausforderer war der Selbständige Jun Kanayama (84), der fünf Prozent der Stimmen erhielt. Die Wahlbeteiligung sank auf 39,7 % (−23 Punkte).
| Kandidat                | Partei (Wahlempfehlungen) | Stimmen | Anteil   |
| ----------------------- | ------------------------- | ------- | -------- |
| Mieko Yoshimura         | –                         | 318.364 | 94,7 %   |
| Jun Kanayama            | –                         | 17.794  | 5,3 %    |
| Summe                   | Summe                     | 336.158 | 100,00 % |
| Ungültige Stimmen u. ä. | Ungültige Stimmen u. ä.   | 6.940   | 2,0 %    |
| Wahlbeteiligung         | Wahlbeteiligung           | 343.098 | 39,67 %  |

### Gifu
Der seit 2005 amtierende Gouverneur Hajime Furuta hatte bereits im August 2024 angekündigt, sich nicht mehr für eine sechste Amtszeit bewerben zu wollen. Als Nachfolger unterstützten LDP, KDP, Kōmeitō und DVP den ehemaligen MITI/METI-Beamten und Unterstaatssekretär im Kabinettsamt Yoshihide Esaki (60), der bei der Gouverneurswahl 2021 Furuta unterlegen war. Mit KPJ-Unterstützung kandidierte die Aktivistin Reiko Wada (64). Ein zentrales Wahlkampfthema war der Umgang mit dem Bevölkerungsrückgang im landesweiten demographischen Wandel. Esaki setzte sich mit Dreiviertelmehrheit durch. Die Wahlbeteiligung sank um rund zwölf Punkte auf 36,2 %
| Kandidat                | Partei (Wahlempfehlungen)  | Stimmen | Anteil   |
| ----------------------- | -------------------------- | ------- | -------- |
| Yoshihide Esaki         | – (LDP, KDP, Kōmeitō, DVP) | 436.418 | 76,3 %   |
| Reiko Wada              | – (KPJ)                    | 135.224 | 23,7 %   |
| Summe                   | Summe                      | 571.642 | 100,00 % |
| Ungültige Stimmen u. ä. | Ungültige Stimmen u. ä.    | 8.291   | 1,4 %    |
| Wahlbeteiligung         | Wahlbeteiligung            | 579.933 | 36,21 %  |

## 16. März: Chiba
Die Wahl in Chiba war für den 16. März angesetzt; am gleichen Tag fand auch die Bürgermeisterwahl in der Stadt (-shi) Chiba statt. Der gesetzliche Wahlbeginn für die Gouverneurswahl erfolgte damit am 27. Februar.
Toshihito Kumagais Bewerbung für eine zweite Amtszeit wurde breit aus den nicht kommunistischen Parteien unterstützt, namentlich von den Präfektur- oder Nationalparteien LDP, KDP, Ishin, Kōmeitō, DVP und Shimin Network. Es gab drei Herausforderer: Mit KPJ-Unterstützung trat der Journalist und ehemalige Senatskandidat Masayuki Ogura an, außerdem bewarben sich die Dauerkandidaten Takashi Tachibana für seine derzeitige NHK kara kokumin o mamoru tō („Partei zum Schutz der Bürger vor der NHK“) und Atsuhiko Kurokawa von der Tsubasa no tō.
Kumagai setzte sich bei gesunkener Wahlbeteiligung ungefährdet durch.
| Kandidat                | Partei (Wahlempfehlungen)              | Stimmen   | Anteil   |
| ----------------------- | -------------------------------------- | --------- | -------- |
| Toshihito Kumagai       | – (LDP, KDP, Ishin, Kōmeitō, DVP, Net) | 1.404.905 | 85,9 %   |
| Masayuki Ogura          | – (KPJ)                                | 140.435   | 8,6 %    |
| Takashi Tachibana       | NKoku                                  | 79.060    | 4,8 %    |
| Atsuhiko Kurokawa       | Tsubasa                                | 10.948    | 0,7 %    |
| Summe                   | Summe                                  | 1.635.348 | 100,00 % |
| Ungültige Stimmen u. ä. | Ungültige Stimmen u. ä.                | 20.830    | 1,3 %    |
| Wahlbeteiligung         | Wahlbeteiligung                        | 1.656.178 | 31,93 %  |

## 23. März: Fukuoka
In Fukuoka, wo der gesetzliche Wahlbeginn am 6. März erfolgte, wurde die Kandidatur von Gouverneur Seitarō Hattori für eine zweite Amtszeit breit aus den bürgerlichen Parteien unterstützt (LDP, KDP, Kōmeitō, DVP, SDP), mit kommunistischer Unterstützung bewarb sich der Anwalt Kōichirō Yoshida; außerdem kandidierten der unabhängige Unternehmer Takahiro Fujimaru und der ehemalige Oberschullehrer Nobuo Shindō für seine o-kane o minna e – shin dokuritsu-tō (お金をみんなへ シン独立党, etwa „Geld für alle – Neue Unabhängigkeitspartei“).
Hattori setzte sich mit Dreiviertelmehrheit durch. Die Wahlbeteiligung erholte sich vom Rekordtief 2021 leicht um rund zwei Punkte auf 31,6 %.
| Kandidat                | Partei (Wahlempfehlungen)       | Stimmen   | Anteil   |
| ----------------------- | ------------------------------- | --------- | -------- |
| Seitarō Hattori         | – (LDP, KDP, Kōmeitō, DVP, SDP) | 1.036.280 | 79,7 %   |
| Kōichirō Yoshida        | – (KPJ)                         | 209.416   | 16,1 %   |
| Nobuo Shindō            | Sonst.                          | 27.952    | 2,1 %    |
| Takahiro Fujimaru       | –                               | 27.394    | 2,1 %    |
| Summe                   | Summe                           | 1.301.042 | 100,00 % |
| Ungültige Stimmen u. ä. | Ungültige Stimmen u. ä.         | 15.820    | 1,2 %    |
| Wahlbeteiligung         | Wahlbeteiligung                 | 1.316.862 | 31,58 %  |

## 6. April: Akita
Gouverneur Norihisa Satake hatte bereits im April 2023 angekündigt, dass er sich voraussichtlich nicht mehr für eine fünfte Amtszeit bewerben will. Die Wahl eines Nachfolgers war für den 6. April angesetzt, die amtliche Bekanntmachung erfolgte damit am 20. März.
Die Kandidatur des ehemaligen Vizegouverneurs Kazumi Saruta wurde von KDP, Kōmeitō, DVP, KPJ und SDP unterstützt; allerdings hatte die LDP keine einheitliche Wahlempfehlung abgegeben, da Teile der Partei die Kandidatur des ehemaligen LDP-Präfekturparlamentsabgeordneten Kenta Suzuki stützten, der auch Anhänger aus der Ishin no Kai hinter sich hatte. Daneben bewarb sich der unabhängige ehemalige Angestellte Norio Ōkubo. Auch in Akita gehörten der Umgang mit dem dort bereits fortgeschrittenen demographischen Wandel einhergehende Bevölkerungsrückgang und die Wirtschaftsentwicklung zu den zentralen Wahlkampfthemen.
Suzuki, der eine „Erneuerung“ der Präfekturpolitik und unter anderem Verbesserungen der Kinderbetreuung versprach, setzte sich durch. Die Wahlbeteiligung stieg gegenüber 2021 um rund drei Punkte.
| Kandidat                | Partei (Wahlempfehlungen)     | Stimmen | Anteil   |
| ----------------------- | ----------------------------- | ------- | -------- |
| Kenta Suzuki            | –                             | 273.270 | 58,4 %   |
| Kazumi Saruta           | – (KDP, Kōmei, DVP, KPJ, SDP) | 189.382 | 40,5 %   |
| Norio Ōkubo             | –                             | 5.345   | 1,1 %    |
| Summe                   | Summe                         | 467.997 | 100,00 % |
| Ungültige Stimmen u. ä. | Ungültige Stimmen u. ä.       | 2.693   | 0,6 %    |
| Wahlbeteiligung         | Wahlbeteiligung               | 470.690 | 59,59 %  |

## Weitere feststehende Wahltermine
- 1. Juni (Bekanntmachung 15. Mai): Wakayama nach der Vakanz durch den Tod von Shūhei Kishimoto.[30]
- 7. September (Bekanntmachung 21. August): Mie, wo die erste Amtszeit von Gouverneur Katsuyuki Ichimi am 12. September ausläuft. Gleichzeitig finden zwei Nachwahlen zum Präfekturparlament statt.[31]